# Тастыбулак (Туркестанская область)
Тастыбулак (каз. Тастыбұлақ, до 2007 г. — Кызыласкер) — село в Тюлькубасском районе Туркестанской области Казахстана. Входит в состав Рыскуловского сельского округа. Код КАТО — 516057300.

## Население
В 1999 году население села составляло 262 человека (144 мужчины и 118 женщин). По данным переписи 2009 года, в селе проживало 295 человек (146 мужчин и 149 женщин).